# Scooby-Doo (figur)

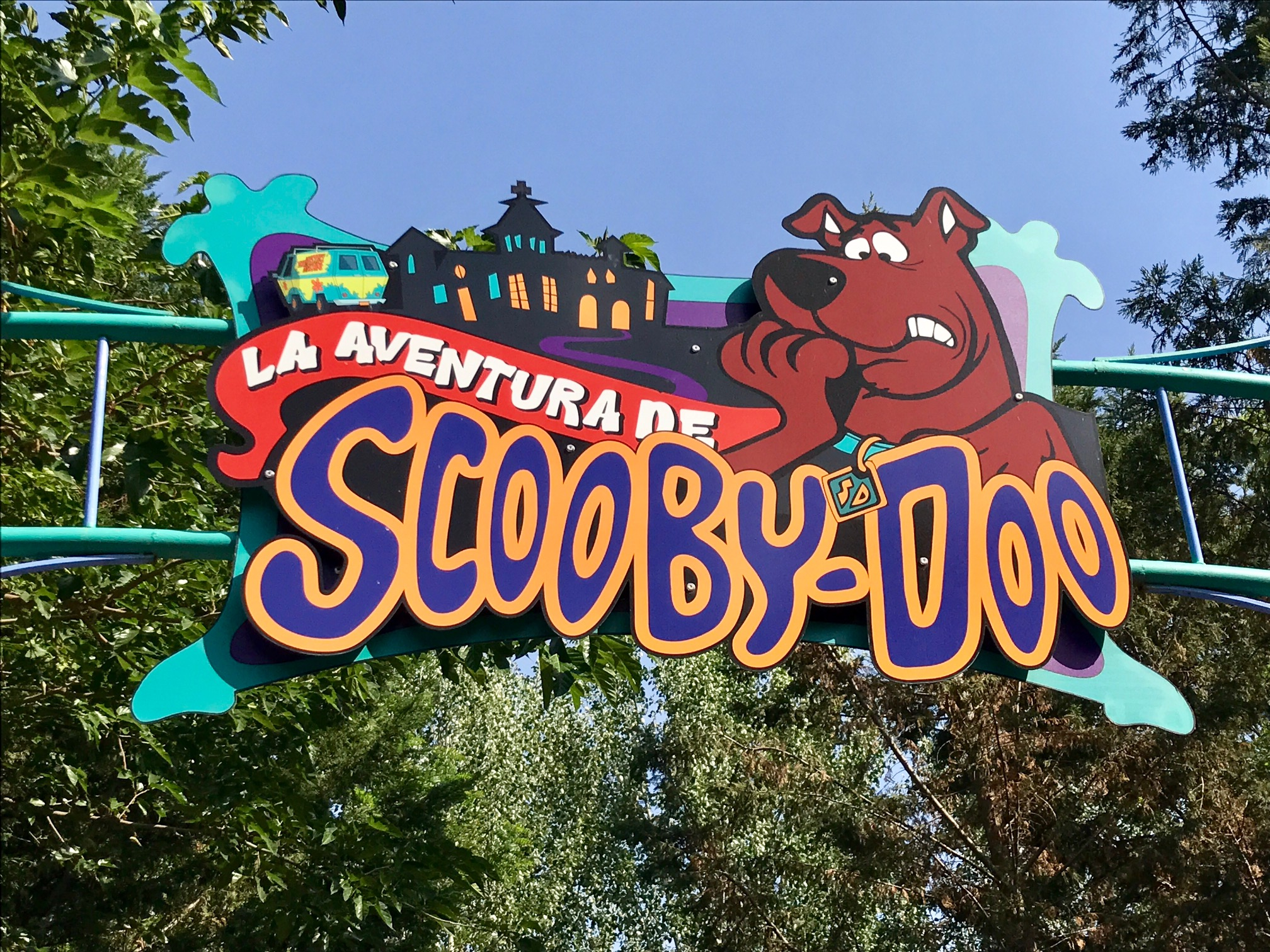

Scoobert "Scooby" Doo är en fiktiv figur och huvudpersonen i den animerade TV-franchisen med samma namn som skapades 1969 av det amerikanska animationsföretaget Hanna-Barbera. Scooby-Doo är vän och livslång följeslagare till amatördetektiven Shaggy Rogers, med vilken han delar många personlighetsdrag.